# Ala-Kuhanen
Ala-Kuhanen är en sjö i Finland. Den ligger i kommunen S:t Michel i landskapet Södra Savolax, i den södra delen av landet, 180 km nordost om huvudstaden Helsingfors. Ala-Kuhanen ligger 81,8 meter över havet. Den är 27,24 meter djup. Arean är 1,76 kvadratkilometer och strandlinjen är 14,16 kilometer lång. Sjön  ingår i Kymmene älvs huvudavrinningsområde.   Den ligger vid sjön Kallavesi. I omgivningarna runt Ala-Kuhanen växer i huvudsak barrskog. Den sträcker sig 3,7 kilometer i nord-sydlig riktning, och 2,0 kilometer i öst-västlig riktning.
I övrigt finns följande i Ala-Kuhanen:
- Nystyräsaari (en ö)

I övrigt finns följande vid Ala-Kuhanen:
- Ylä-Kuhanen (en sjö)